# Josep Bonaparte
Josep I Bonaparte o Josep I d'Espanya, anomenat de forma despectiva Pepe Botella o Pepe Botellas (Corte, Còrsega, 1768 - Florència, 1844), fou rei de Nàpols (1806-1808) i rei d'Espanya (1808-1813), però no de Catalunya, territori que s'incorporà al Primer Imperi Francès.

## Orígens familiars
Germà gran del futur emperador Napoleó Bonaparte, nasqué el 7 de gener de 1768. Es va casar amb Julie Clary, filla d'un comerciant de Marsella, el 1794 i va tenir tres filles, de les quals tan sols van sobreviure dues: Zenaida i Carlota.

## Guerres napoleòniques i Rei de Nàpols
Va estudiar lleis a Pisa i el 1796 va prendre part en la campanya de Napoleó a Itàlia. A l'any següent, durant la Primera República Francesa, va actuar com diplomàtic, primer a la cort de Parma i després a Roma. Va ser membre del Consell dels Cinc-cents, l'òrgan legislatiu inferior en l'època del Directori francès, el 1798. Durant les Guerres napoleòniques va actuar com enviat del seu germà i va signar tractats amb els Estats Units, Àustria, Gran Bretanya i el Vaticà. Des de 1806 Josep Bonaparte va governar com a rei el Regne de Nàpols per nomenament del seu germà fins al 1808, quan per accedir al tron espanyol renuncià al tron napolità, que recaigué en mans del seu gendre Joachim Murat.

## Rei d'Espanya

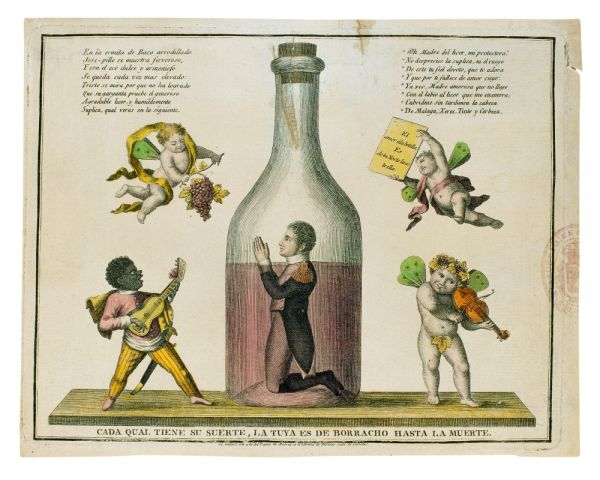
Caricatura en relació al sobrenom del monarca Pepe Botella, per la seva afició al vi. Tot i això, fonts històriques asseguren que era abstemi.

El 6 de juliol de 1808, el seu germà el va nomenar rei d'Espanya però no de Catalunya, territori que s'incorporà al Primer Imperi Francès. La seva arribada a Madrid va ocórrer en plena Guerra de la Independència, després de la revolta popular del 2 de maig contra les tropes napoleòniques, i va promulgar la Constitució de Baiona el 8 de juliol de 1808 en un intent de guanyar-se el suport dels il·lustrats espanyols, anomenats en aquells moments afrancesats, sense assolir el programa reformista del seu govern. El fet que fos imposat per l'invasor així com les seves mesures liberals i il·lustrades va topar amb l'hostilitat popular i li van alienar el suport del poble espanyol, fins i tot de molts dels mateixos il·lustrats.
La derrota a la batalla de Bailén, l'arribada dels anglesos a Portugal i la reorganització dels exèrcits espanyols que planejaven l'atac de Madrid va forçar el rei a abandonar Madrid i retirar tot l'exèrcit més enllà de l'Ebre. Napoleó va decidir resoldre directament els problemes militars de la Península Ibèrica, travessant la frontera el 4 de novembre amb 200.000 homes decidit a la reconquesta de Madrid i la derrota de l'exèrcit anglès. Derrotà pocs dies després els espanyols a la batalla de Somosierra, i entraren a la capital el 4 de desembre de 1808.
Després de la derrota en la batalla dels Arapiles, el 22 de juliol de 1812, va abandonar Madrid per a anar cap a València, entrant de nou a Madrid en desembre, per abandonar definitivament la ciutat el març de 1813 cap a Valladolid en direcció a França; al seu pas per Vitòria, va ser atrapat per les tropes del duc de Wellington que van derrotar el seu exèrcit. Va sortir d'Espanya definitivament el 13 de juny de 1813 sense el seu valuós "equipatge", que consistia en les joies de la corona espanyola i obres d'art, per a refugiar-se a França, on va romandre fins a la caiguda del seu germà petit, Napoleó Bonaparte.
Es va traslladar llavors als Estats Units, on es va construir una mansió a Point Breeze, prop de Filadèlfia, luxosament moblada i amb una impressionant col·lecció de llibres rars i obres d'art; va residir allí, sense la companyia de la seva dona, que cuidava dels seus fills a Europa, però amb una amant nord-americana, amb el títol de comte de Survilliers, entregat a obres de beneficència i a protegir els partidaris del seu germà emigrats per mitjà de la Maçoneria fins al 1841, quan va rebre autorització per a instal·lar-se a la ciutat de Florència. Va morir en aquesta ciutat el 1844 però el seu cos va ser enterrat a París a la cripta dels Invàlids.

## Moneda

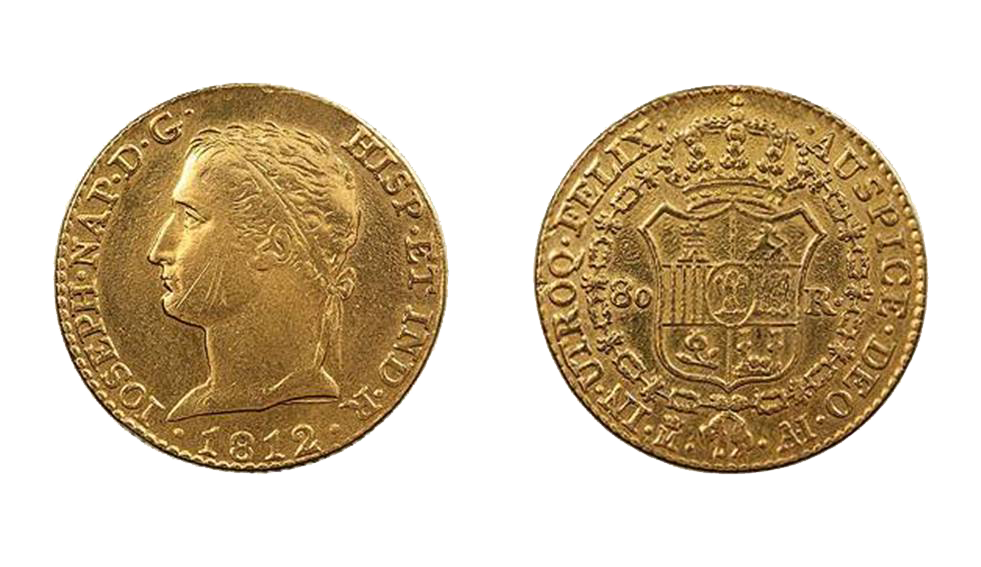
Moneda espanyola de 80 rals encunyada en 1812 durant el regnat de Josep Napoleó Bonaparte.

Josep I va manar encunyar durant el seu regnat dos sistemes monetaris paral·lels basats en el ral com unitat monetària, però amb dos valors diferents: el ral espanyol tradicional i el «ral de billó», amb una equivalència de 2,5 rals de billó per cada ral tradicional.
Josep I només va encunyar peces de 8 morabatins de bronze i 8 rals de plata. Amb la denominació expressada en rals de billó, José Bonaparte va encunyar peces de 8 morabatins en bronze, 1, 2, 4, 10 i 20 rals en plata i 80 i 320 rals d'or.